# Vangueria
Vangueria é um género botânico pertencente à família Rubiaceae.